# Teletra
Teletra (gr. Θελέτρα) – wieś w Republice Cypryjskiej, w dystrykcie Pafos. W 2011 roku liczyła 269 mieszkańców.